# Forman-Gletscher
Der Forman-Gletscher ist ein 6 km langer Gletscher in der antarktischen Ross Dependency. Im Königin-Maud-Gebirge fließt er in östlicher Richtung zum Shackleton-Gletscher, in den er zwischen Mount Franke und Mount Cole einmündet.
Das Advisory Committee on Antarctic Names (US-ACAN) benannte ihn 1966 nach John H. Forman (1928–2007), Baumechaniker der United States Navy auf der McMurdo-Station im antarktischen Winter 1959.